# Maria Maria
Pour les articles homonymes, voir Maria.
Singles de Santana et The Product G&B
Smooth
(1999) Put Your Lights On
(2000)
Maria Maria est un single de 1999 du groupe américain Santana avec la participation de The Product G&B (en). La chanson provient de l'album Supernatural (1999).
Une partie de la chanson est reprise dans Wild Thoughts de DJ Khaled.

## Histoire
La chanson a atteint la place no 1 sur le Billboard Hot 100 et a permis aux interprètes de remporter le Grammy Award de la meilleure prestation pop d'un duo ou groupe avec chant.